# Coquillettes
Les coquillettes, ou cornettes en Suisse et en Belgique ou improprement macaronis au Canada francophone, sont une variété de pâtes alimentaires françaises préparées avec de la farine de blé dur et éventuellement des œufs.
Cette forme de pâte typiquement française a été créée par l'industrie alimentaire au XIXe siècle,.
Bien que l’appellation « cornettes » soit recommandée au Québec par l'Office québécois de la langue française, on les y appelle tout simplement « macaronis », sous l'influence du mac & cheese nord-américain.
Le mot est dérivé de « coquille », en raison de sa forme en tube coudé.